# Юнга (география)
Не путать с юнга — засушливые, знойные области перуанского побережья, а также одноимённый народ их населявший.

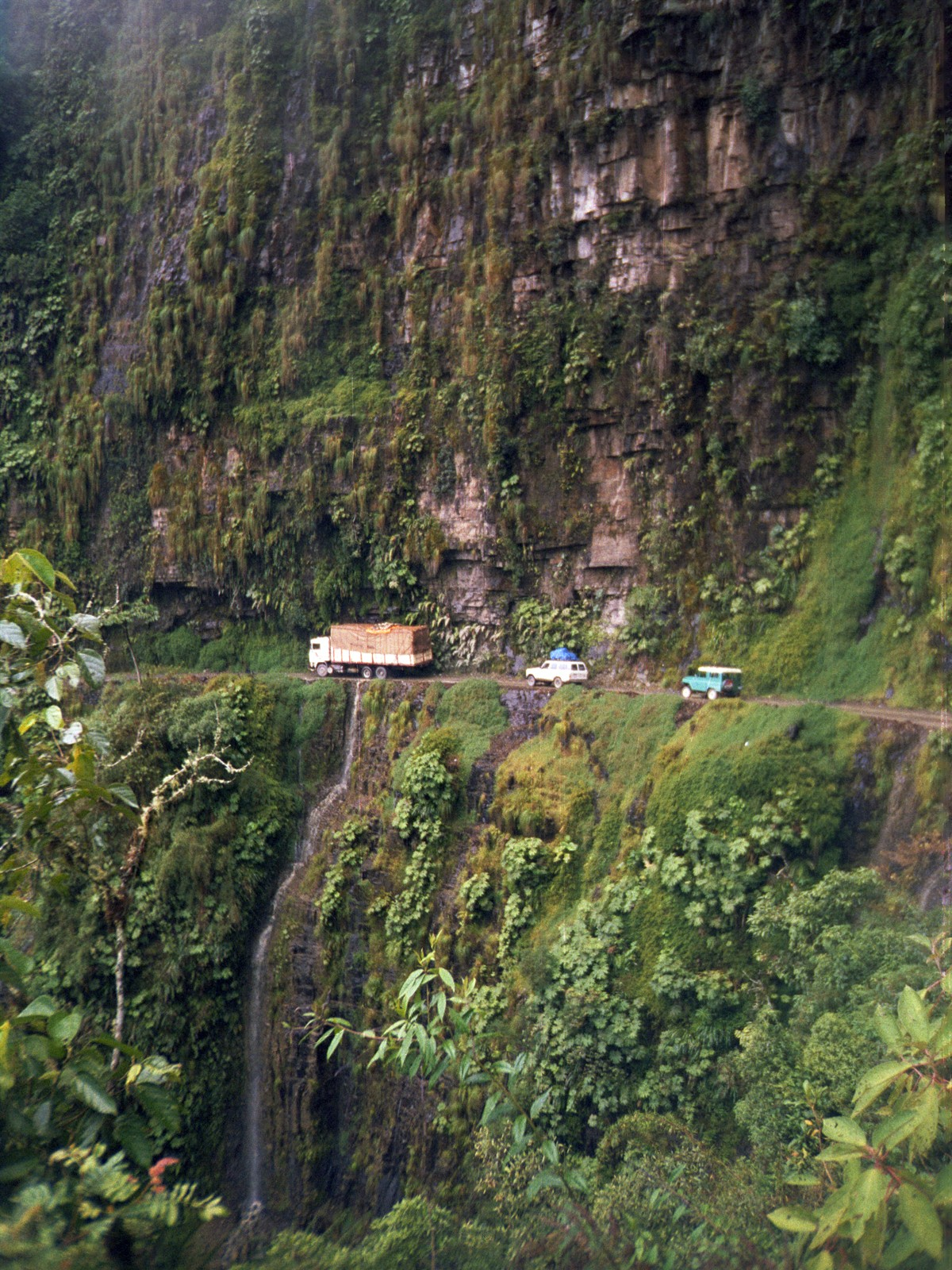
Дорога, проходящая по Боливийской Юнге

Юнга (исп. yunga, yungas) — территории восточных предгорий Анд в Боливии, Перу и частично Аргентине, которые характеризуются определённым типом растительности и включают несколько экорегионов неотропической экозоны. Имеют влажный и теплый климат. Здесь выращиваются кофе, цитрусовые и коку; также в этом районе сосредоточены сообщества, поддерживающие выращивание коки.

## Экорегионы
Всемирный фонд дикой природы выделяет три экорегиона юнги, преимущественно в соответствии с географической широтой. Самый северный регион — Перуанская юнга и расположен в пределах Перу, на протяжении почти всей страны. Боливийская юнга расположена южнее, преимущественно в Боливии, также захватывает часть южного Перу. Южноандская юнга начинается на юге Боливии и простирается на территорию Аргентины. Это очень влажный лесистый район между Гран-Чако на востоке и сухими высокогорными районами Пуны на западе.
Все три региона представляют переходную зону между высокогорьями Анд и расположенными к востоку тропическими и субтропическими лесами. Леса юнги очень разнообразны, от влажного низменного леса к вечнозелёному горному лесу и влажному горному лесу. Рельеф района также очень разнообразен, хотя преимущественно местность холмистая. Сложная мозаика естественных сообществ вызвана значительными перепадами высот над уровнем моря и большой протяжностью по широте. В результате район характеризуется значительным разнообразием и наличием большого числа эндемических видов.